# Disa similis
Disa similis är en orkidéart som beskrevs av Victor Samuel Summerhayes. Disa similis ingår i släktet Disa och familjen orkidéer. Inga underarter finns listade i Catalogue of Life.